# 泉岳寺駅地区
泉岳寺駅地区（せんがくじえきちく）は、東京都港区高輪二丁目の泉岳寺駅周辺にある再開発地区。施行者は東京都。特定建築者は東急不動産と京浜急行電鉄。
この再開発事業は2017年11月30日に決定され、2024年末の完了を予定していたものの、特定建築者の選定が遅れた上に、埋蔵文化財調査が長引いたことで、事業の完了日時の延長を繰り返し、2031年度の竣工予定となった経緯がある。その為、建物の着工の発表は2024年11月1日となった。

## 概要
この再開発の地区は、都営地下鉄と京浜急行電鉄の泉岳寺駅の東側で、JR東日本が開発を推進している高輪ゲートウェイシティに隣接している。
この建物の地下には、泉岳寺駅の施設や出入口を新設し、この30階建ての建物を経由して、高輪ゲートウェイシティやJR山手線の高輪ゲートウェイ駅や品川駅とはデッキで接続するという。建物の低層部は店舗とオフィスを、中層部以上は住宅がそれぞれ入る。